# Capibara
De capibara  of waterzwijn (Hydrochoerus hydrochaeris) is een knaagdier uit de familie Caviidae. De naam "capibara" komt uit het Guaraní en betekent heer van het gras. Daarmee wordt verwezen naar de lage oeverbegroeiing van moerassen, rivieren en meren, de natuurlijke biotoop.

## Kenmerken
De capibara is de grootste levende knaagdierensoort en weegt gewoonlijk tussen de 35 en 66 kilogram. De zwaarste exemplaren wogen 91 kg (een vrouwelijk exemplaar in Brazilië) en 73,5 kg (mannelijk, Uruguay). Ze worden circa 1,2 meter lang en hebben een schofthoogte van ongeveer 60 centimeter. Capibara's zijn zwaargebouwd met korte stevige poten, hoefachtige klauwen en een rudimentaire staart. De tenen zijn gedeeltelijk verbonden door zwemvliezen en de neusgaten, ogen en oren staan boven op de kop, zodat het dier ook tijdens het zwemmen kan ruiken, zien en horen. De vacht is licht tot donker geelbruin of grijsbruin.

## Leefwijze

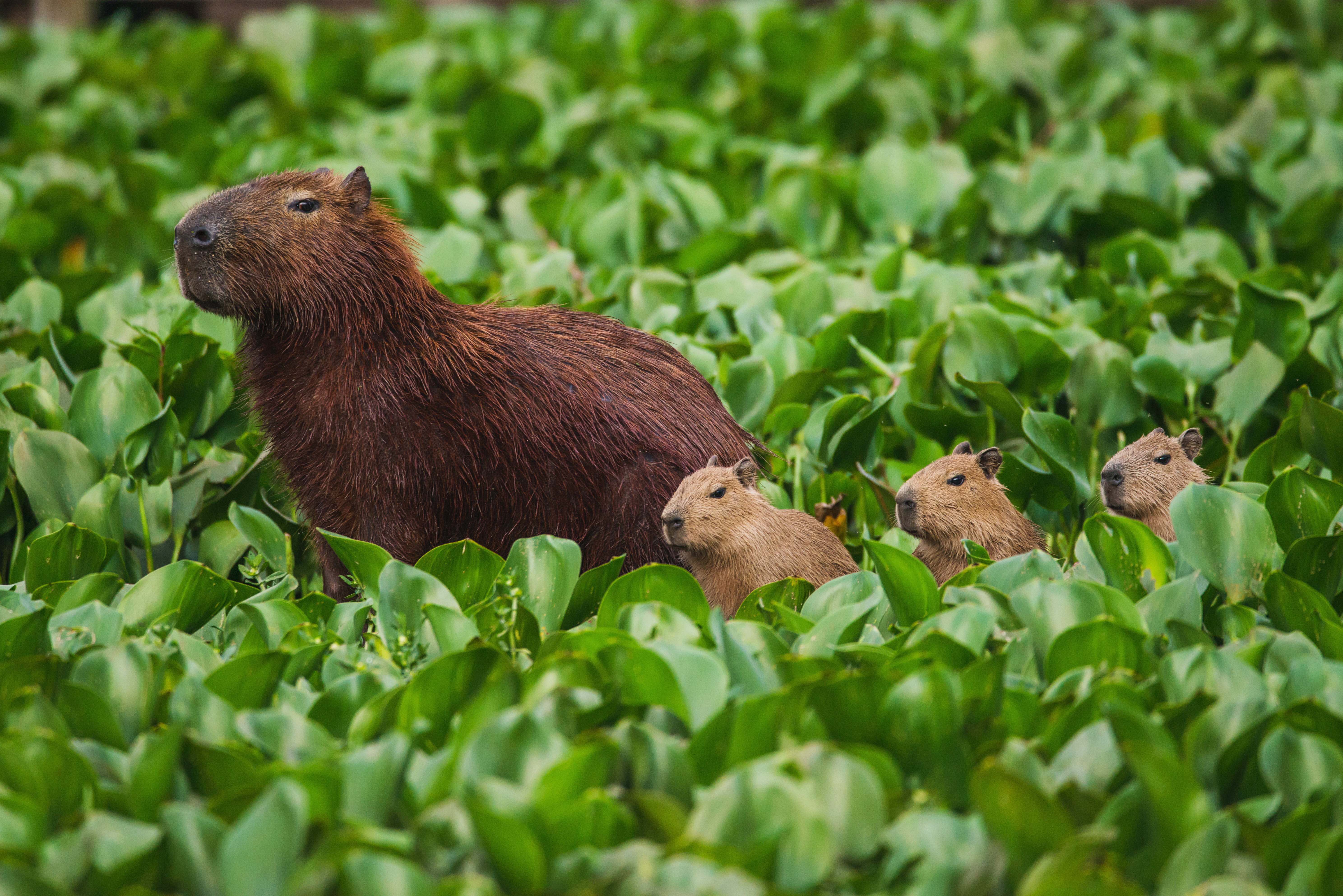
Capibara met jongen bij de rivier de Tietê

Ze leven in groepen van enkele tientallen dieren, waaronder één dominant mannetje en meerdere vrouwtjes, al dan niet met jongen. Als uitstekende zwemmers en duikers houden ze zich op in en langs rivieren, meren en moerassen. Hun territorium, dat ze ook verdedigen tegen indringers, markeren ze met geurvlaggen.
Het voedsel bestaat uit waterplanten, gras, knoppen en zachte boombast. 's Morgens wordt gerust en op het heetst van de dag liggen ze in het water. Om aan voedsel te komen, leggen ze grote afstanden af en komen ze ook wel op akkers.

## Voortplanting
Na een draagtijd van 150 dagen worden één tot acht behaarde jongen geboren, die enkele uren na de geboorte al rennen, zwemmen en duiken. De capibara is dus een nestvlieder.

## Verspreiding
Deze soort komt voor in de waterrijke gebieden van Brazilië, Colombia, Panama, Venezuela, Suriname en Noord-Argentinië in Zuid-Amerika.

## Bedreigingen
De dieren worden wel als huisdieren gehouden, in Nederland en België is dit niet toegestaan zonder speciale vergunning. Voornaamste vijanden zijn de jaguar, de anaconda, de alligatorschildpad en de kaaiman. De mens jaagt op de capibara's voor het vlees en de huiden.

## Afbeeldingen

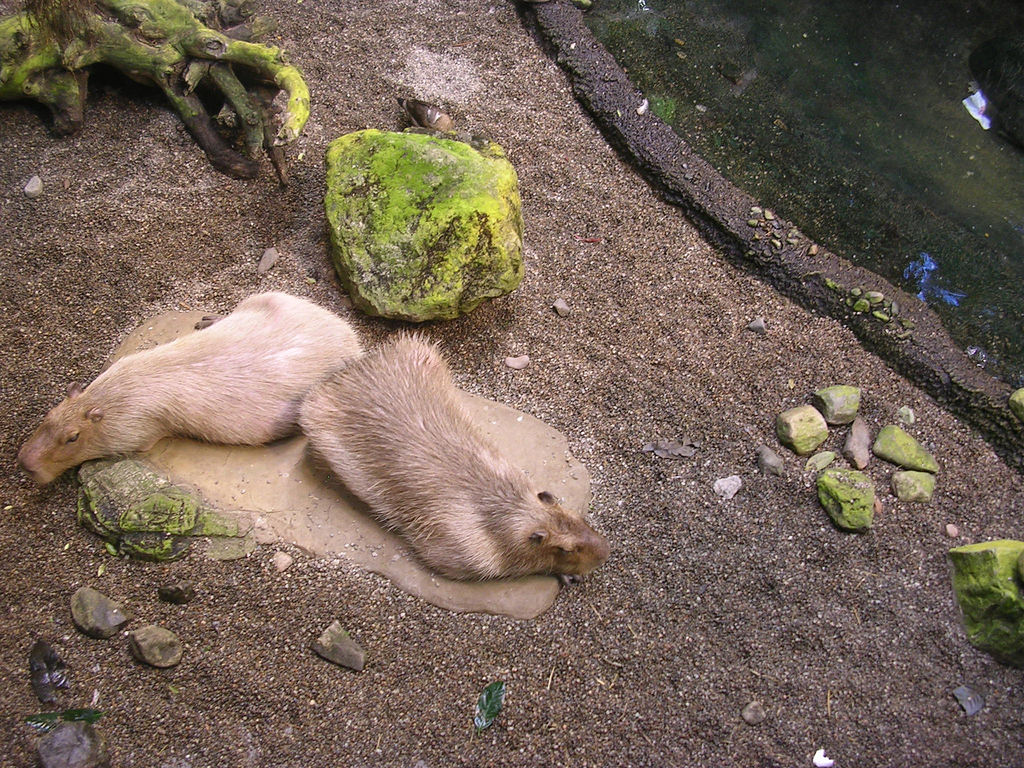
Capibara's in Montreal Biodôme, Canada
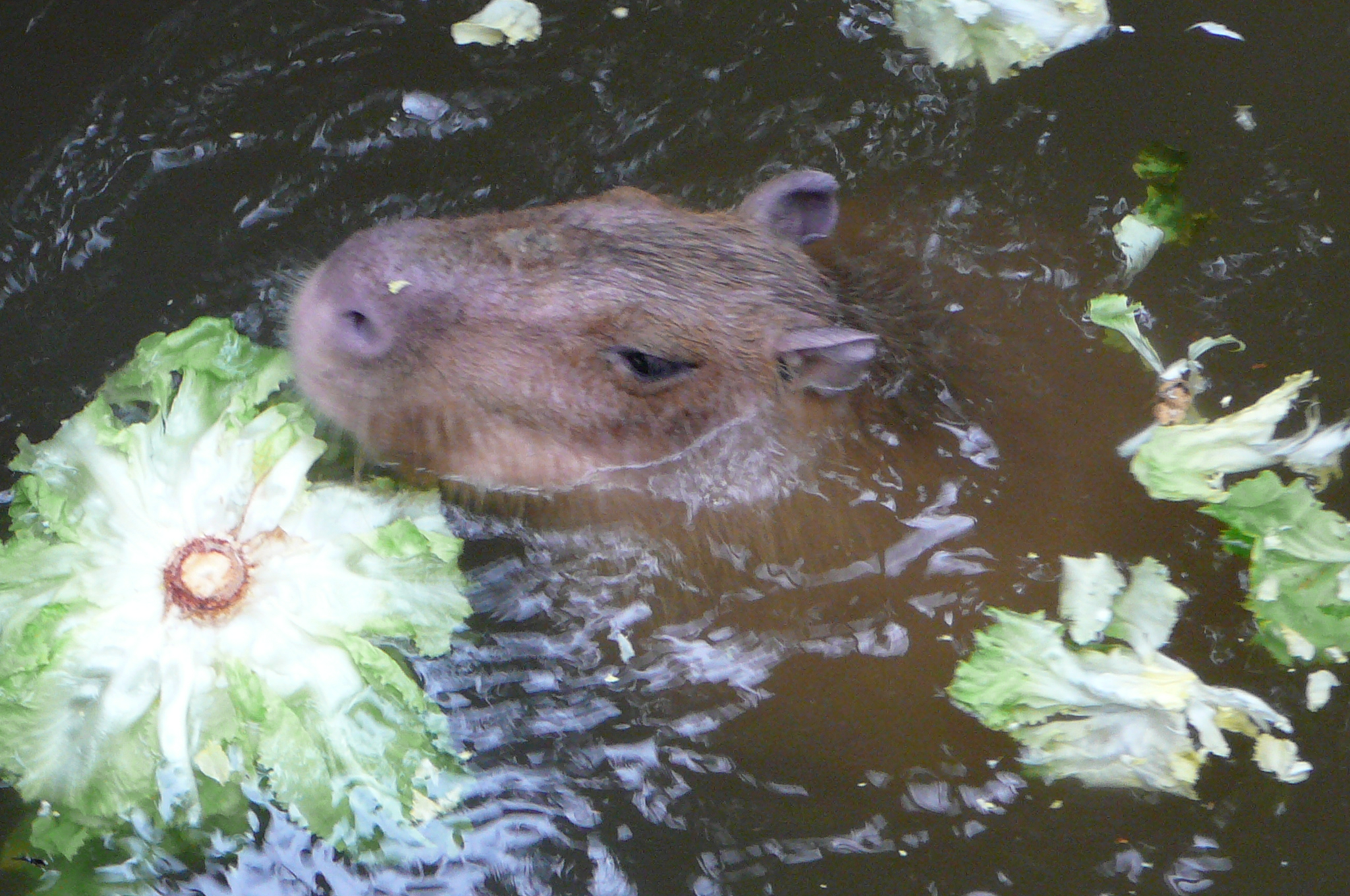
Een capibara krijgt sla gevoerd
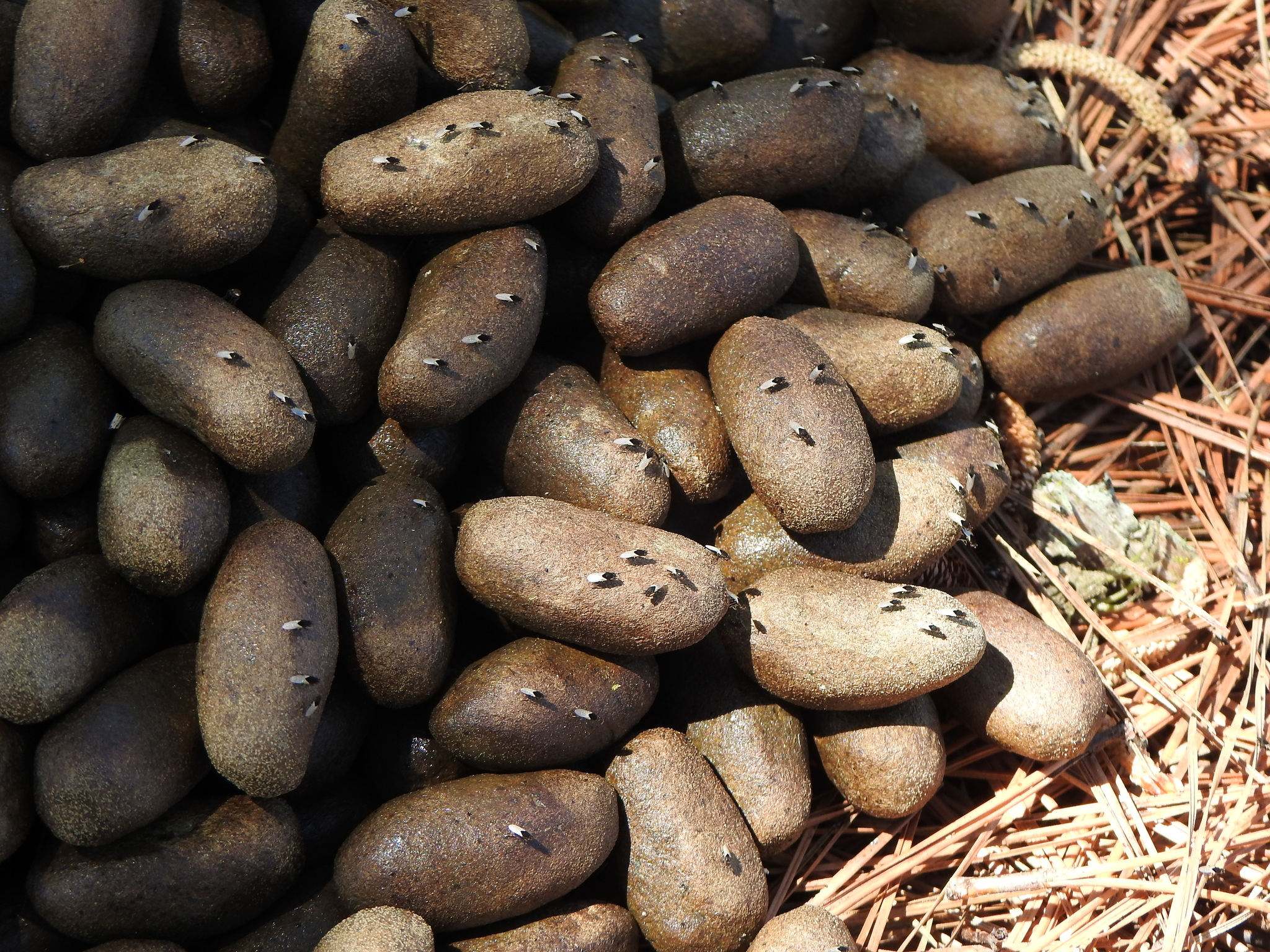
Capibara keutels